# Коханці (фільм, 2019)
30-річна жінка протягом одного року проходить через кохання й горе. За цей час вона розкриє таємниці свого життя за несподіваного повороту подій та в найнеочікуваніших місцях.
Прем'єра відбулася на Міжнародному кінофестивалі в Торонто 8 вересня 2019 року. Вийшла 17 квітня 2020 року «Samuel Goldwyn Films».

## Знімалися
- Шейлін Вудлі
- Джеймі Дорнан
- Себастіан Стен
- Метью Грей Габлер
- Ліндсей Слоун
- Бен Еслер
- Шам'є Андерсон
- Норін Девульф
- Венді Мелік